# Esquirol volador japonès gegant
L'esquirol volador japonès gegant (Petaurista leucogenys) és una espècie de rosegador de la família dels esciúrids. És endèmic del Japó (Honshū, Shikoku i Kyūshū). Els seus hàbitats naturals són els boscos primaris, els boscos secundaris madurs i les plantacions de coníferes. És una espècie en risc mínim, és a dir, no sembla que hi hagi cap amenaça significativa per a la seva supervivència. El seu nom específic, leucogenys, significa ‘galta blanca’ en llatí.